# 701 a.C.
Il 701 a.C. (DCCI a.C. in numeri romani) è un anno  dell'VIII secolo a.C.

## Eventi
- Assedio assiro di Gerusalemme, durante il regno di Ezechia, da parte di Sennacherib, sovrano assiro.